# 樹林區
24°59′N 121°25′E / 24.99°N 121.41°E
樹林區位於臺灣新北市西南部，北以塔寮坑溪與新莊區為界，西以龜崙嶺與桃園市龜山區相鄰，西南連鶯歌區、南至三峽區，東毗板橋區、東南以大漢溪與土城區接壤，是交通部公路局臺北區監理所的所在地。
樹林區原屬鶯歌鎮（現為鶯歌區）的一部份，1946年由鶯歌鎮獨立劃出「樹林鎮」，1947年配合縣轄區海山區的撤廢，改隸臺北縣，1999年人口突破15萬人，改制為縣轄市，2010年配合臺北縣改制為直轄市新北市，再改制為「樹林區」迄今。由於樹林區早年以臺灣省立菸酒公賣局樹林酒廠出產的紅露酒聞名全台，有「紅露酒的故鄉」之稱。

## 歷史

### 地名由來
清治乾隆十六年（1751年），張士箱家族首先到新莊拓墾，後張方大（張士箱之四子）偕同彰化縣人吳洛（字夢花）和馬紹文三人合夥開墾海山地區，商號以三人之名，取作「張吳文」；乾隆廿二年（1757年），馬紹文退出，三人拆夥，分成張方大的「張必榮商號」及吳洛的「吳際盛商號」。「張必榮商號」分得潭底庄及三角埔庄的開墾權；「吳際盛商號」則分得彭福庄、山仔腳庄及獇仔寮庄的開墾權。
「樹林」地名之由來說法有二：一為清治乾隆年間的大嵙崁溪氾濫成災，張、吳、馬三人遂沿河岸高處種植樹木以防土地流失，漸成樹林遂改稱「樹林」。；二為大嵙崁溪在清治乾隆年間洪水氾濫，水患漸退，土地林木漸生廣布，旅途中的商人在此休息，見林木蒼鬱便以「樹林」稱呼此地。

### 發展沿革
樹林區舊屬海山（包括今日新北市板橋區、土城區、三峽區、鶯歌區、樹林區、中和區及永和區等七個市轄區，還有新莊區西盛等地）開墾，海山的開拓，相傳早在清治康熙廿四年（1685年）。惟有古契可稽者，則以清治康熙五十二年（1713年）的陳和議海山開闢古契為最早。
樹林區原是平埔原住民龜崙族居住的區域，至明鄭時期才逐漸開發。樹林區於康熙二十三年（1684年）劃屬諸羅縣。雍正元年（1723年）改隸新成立的彰化縣。九年（1731年）改隸新成立的淡水廳。光緒元年（1875年）設立台北府，改隸新成立的淡水縣。十一年（1885年）設立福建臺灣省。二十年（1894年）改隸新成立的南雅廳。清治時期的樹林區共分為14庄，分別為潭底庄（今文林、保安、潭底、樹人4里）、彭福庄（今彭厝、彭福、彭興、樹北、樹西、樹東、樹南、樹福、樹德、樹興10里）、三角埔庄（今三多、三福、三興、三龍4里）、獇仔寮庄（今光興、金寮、獇寮3里）、陂內坑庄（今坡內里）、山仔腳庄（今山佳、中山、東山3里）、溪墘厝庄（今西園、柑園2里）、圳岸腳庄（今圳生、圳民、圳安、圳福4里）、崙仔庄（今北園里）、三塊厝庄（今北園、西園2里）、石頭溪庄（今北園、東園、柑園3里）、石灰坑庄（今東山、樂山2里）、樟樹窟庄（今西園里）及桃子腳庄（今南園里）。
1895年甲午戰爭後，臺灣納入日本版圖。8月6日，樹林隸屬臺北縣海山堡:53。1897年5月27日，改為六縣三廳，屬臺北縣海山堡三角湧辦務署，分為第六區、第七區、第八區及第十區等4個區:53－54。1900年，裁撤三角湧辦務署，改屬大嵙崁辦務署，一部分屬第七區，一部分則屬第九區。1901年11月，廢縣及辦務署，全臺分二十廳，樹林隸屬桃仔園廳三角湧支廳，一部分屬第三十一區，一部分則屬第三十三區:54。1903年，調整區制，除樟樹窟莊屬第十六區、桃仔腳莊屬第十九區外，其餘部分隸屬第十七區。1905年，再度調整區制，第十六區、第十七區、第十九區分別改名鶯歌石區、樹林區、三角湧區:55，桃仔園廳改名桃園廳。1920年7月，臺灣地方制度變更，行政區劃改為州廳、郡、街庄，樹林區與鶯歌石區、三角湧區的一部分合併設立鶯歌，屬臺北州海山郡:56。今日隸屬樹林區區域的鶯歌庄大字有樟樹窟、石灰坑、崙子、山子腳、坡內坑、獇子寮、三角埔、圳岸腳、潭底、彭福、三塊厝、石頭溪、桃子腳、溪墘厝等14個大字:56－57。10月1日，鶯歌庄役場設在彭福大字底下的樹林小字。1940年6月17日，鶯歌庄改制為「鶯歌街」:57。
1945年戰後，中華民國政府接收臺灣:58。1946年1月起，全臺劃分為八縣、九省轄市、二縣轄市，樹林地區隸屬臺北縣海山區鶯歌鎮。8月1日，隨著樹林地區繁榮人口增加，將鶯歌鎮北部的17個里升格獨立為「樹林鎮」，屬臺北縣海山區:59。樹林鎮下轄樹東里、樹西里、樹北里、彭厝里、圳安里、三多里、獇寮里、潭底里、坡內里、東山里、西山里、樂山里、東園里、西園里、南園里、北園里、柑園里等17個里。1947年1月，裁撤海山區署，改為臺北縣樹林鎮。之後境內里數歷經七次變更，至1998年3月起，樹林鎮共轄42個里:59－60。1999年7月20日，樹林鎮人口突破15萬人:33。10月4日，樹林鎮改制為縣轄市「樹林市」:60。2010年12月，配合臺北縣改制為新北市，樹林市改制為「樹林區」。

## 地理

### 地形
樹林區地勢西高東低，行政區南北狹長，雖不利於發展，但城市仍然很繁榮。地形分布可概分為「山仔腳山塊丘陵」與「大漢溪沿岸平原」，西北側與桃園市龜山區及鶯歌區間為「山仔腳山塊丘陵」，主峰大棟山海拔405公尺，又稱龜崙山或橫坑仔山。大棟山向東南延伸成兩座小丘陵，大同山與青龍嶺。位於大同山與青龍嶺的南寮福德宮與青德宮，已成為樹林區區民休閒及健行的主要去處。全境25公尺以上山坡地約佔37.6%，主要分布在三興、東山、坡內、獇寮、樂山五里，較不利於都市的發展。中部有縱貫鐵路貫穿，由東北直下西南，長久以來一直對樹林區的交通造成阻礙，甚至使樹林市區（樹林、彭福）和郊區（三多、圳安、潭底、山佳、柑園）的城鄉差距愈來愈大，目前已有鐵路地下化的計劃。鐵路兩側有狹長的平地，清治時期曾有部分為淹水沼澤地，後來日治時期才建造排水設施，闢為耕地；此片土地現為樹林區主要農業區及聚落分布地。西南部的柑園、東園、西園、南園、北園5里，是為柑園（石頭溪）地區，以大漢溪流域與樹林地區相隔，地勢平坦，為觀光休閒農業區。東南側為「大漢溪沿岸平原」，是樹林地區與柑園地區、土城區之天然河界。柑園橋大漢溪上游原有後村堰攔沙壩形成一寬闊水域，假日常有民眾於此水域從事風帆、水上摩托車等水上活動，西元2004年艾利颱風水患沖垮攔沙壩造成水量大洩，風貌遭到改變。
樹林區與板橋區以板林路為界，區內的行政中心與部分大型建設距離兩區邊界非常接近，比如樹林區公所距兩區邊界僅50公尺，而樹林車站與邊界距離也僅有100公尺。

### 氣候
樹林區的氣候屬副熱帶季風氣候，整體氣候溫和濕潤，冬季由東北方吹來含有許多水氣的季風，是冬季降水的主要來源，市區周圍的山地與丘陵地較容易形成地形雨。夏季則由於上升氣流旺盛，經常形成午後雷陣雨:131。年均溫約為攝氏23度，月均溫最高為7月的29.6度，最低為1月的16.1度。年平均雨量約為2,405.1毫米，9月雨量（360.5毫米）最多，12月（73.3毫米）最少。

### 人口
根據新北市政府民政局統計，2024年底樹林區戶數約7萬戶，人口約17.9萬人，區內人口最多與最少的里分別是南園里與樹北里，2024年底兩里人口分別為16,750人與895人，其中南園里也是新北市人口第五大里。
1970年代以來，樹林區的工業興起，吸引許多鄉村人口移入就業，其中也包括了東部與山地的原住民人口。樹林區的原住民人口計有6千多人，是新北市原住民人口最多的行政區，比屬於直轄市山地原住民區的烏來區的原住民人口還多。樹林區的原住民在族群上以阿美族最多，佔了全區原住民總人口的七成以上。
樹林區的分區可依地緣關係及風俗習慣分為樹林、三多（三角埔）、山佳（山仔腳）、柑園（石頭溪）四個地區或樹林、潭底、三多（三角埔）、圳安（圳岸腳）、彭福（彭厝莊）、山佳（山仔腳）、柑園（石頭溪）七個地區。其中，山佳（山仔腳）地區面積最大，樹林地區面積最小。柑園（石頭溪）地區受大漢溪阻隔與三鶯生活圈較為密切，而板橋區溪洲六里（崑崙里、成和里、溪北里、堂春里、溪洲里、溪福里，共約四萬多人）則因地緣關係與樹林區生活圈較為密切。

## 政治

### 歷任首長
| 屆次   | 鎮長                 | 市長                 | 區長                         |
| ------ | -------------------- | -------------------- | ---------------------------- |
| 第1屆  | 趙登（1951年就職）   | 廖本煙（1999年就職） | 吳建興（2010年12月25日就職） |
| 第2屆  | 趙登（1953年就職）   | 何玉枝（2002年就職） | 林耀長（2014年12月25日就職） |
| 第3屆  | 王連喜（1956年就職） | 陳世榮（2006年就職） | 陳奇正（2019年2月1日就職）   |
| 第4屆  | 鄭水枝（1960年就職） |                      | 王坤南（2020年6月10日就職）  |
| 第5屆  | 林慶福（1964年就職） |                      | 林慶豐（2023年1月31日就職）  |
| 第6屆  | 林慶福（1968年就職） |                      | 洪崇璉 （2023年7月1日就職）  |
| 第7屆  | 王文諒（1973年就職） |                      |                              |
| 第8屆  | 高文良（1977年就職） |                      |                              |
| 第9屆  | 高文良（1982年就職） |                      |                              |
| 第10屆 | 劉寬明（1986年就職） |                      |                              |
| 第11屆 | 劉寬明（1990年就職） |                      |                              |
| 第12屆 | 廖本煙（1994年就職） |                      |                              |
| 第13屆 | 廖本煙（1998年就職） |                      |                              |

### 區政組織

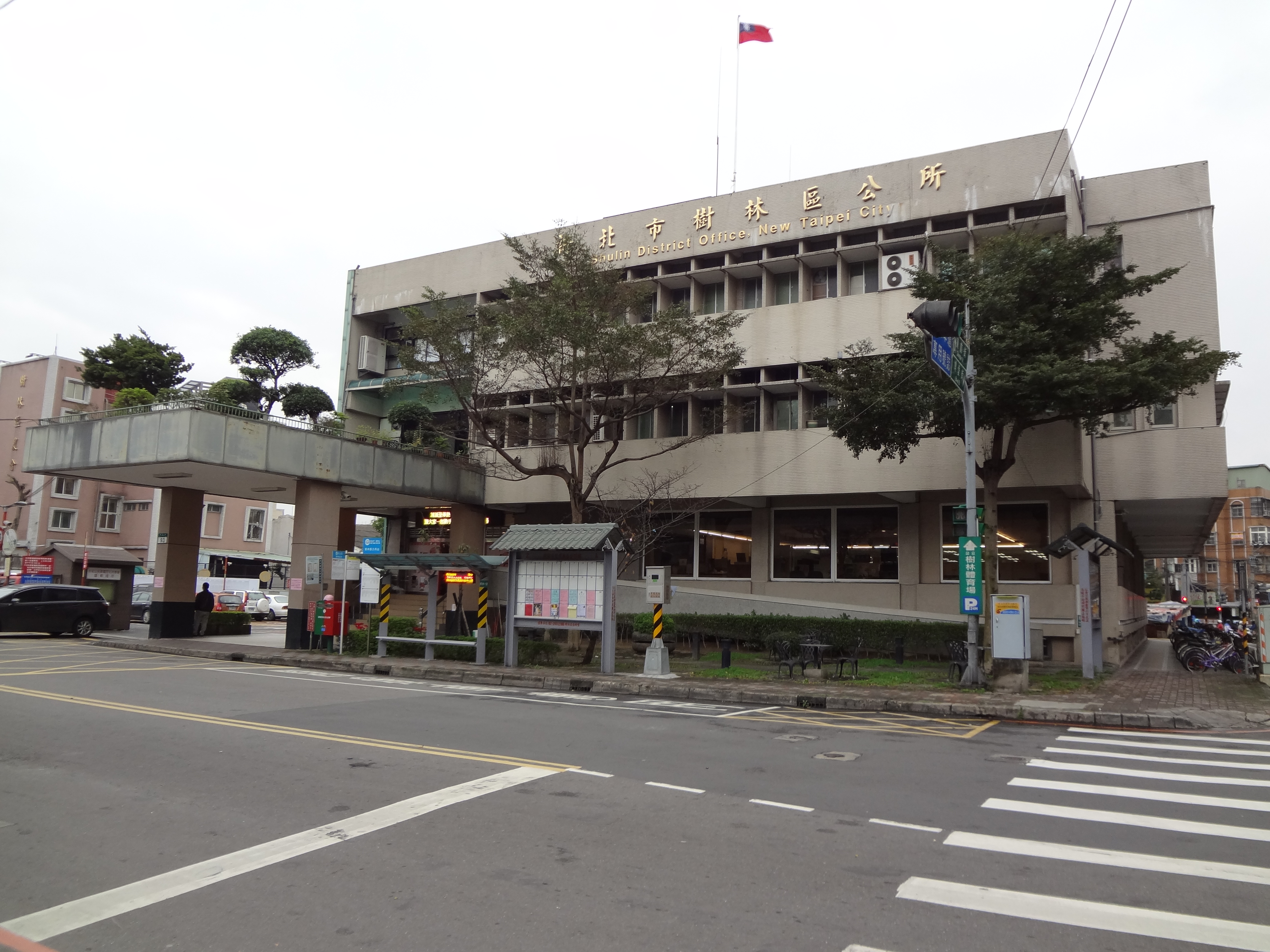
樹林區公所

樹林區公所是新北市政府在樹林區的派出機關，在中華民國政府架構中為市政府綜理區政的執行機關，上級業務監督機關為新北市政府。区长由市長任命，其任期為無任期保障。在區長及主任秘書之下，設有5課4室等9個內部單位。

### 行政區
現今樹林區行政範圍的確立，來自於1946年8月1日，將崙子、三塊厝、石頭溪、溪墘厝、樟樹窟、桃子腳、石灰坑、山子腳、坡內坑、彭福、潭底、圳岸腳、獇子寮、三角埔等地由鶯歌鎮獨立出來，升格為樹林鎮，隸屬臺北縣海山區:27。1947年，裁撤海山區署，樹林鎮改直隸於臺北縣:27。1999年10月4日，樹林鎮改制為「樹林市」:187。2010年12月25日，臺北縣改制為直轄市，樹林市改制為市轄區「樹林區」，隸屬新北市:187。
樹林區共轄42個里，其行政區域分布情形為:74－75:62：
| 次分區 | 里名   | 里名   | 里名   | 里名   | 里名   | 里名   | 里名   | 里名   | 里名   | 里名   |
| ------ | ------ | ------ | ------ | ------ | ------ | ------ | ------ | ------ | ------ | ------ |
| 樹林區 | 樹西里 | 樹德里 | 樹福里 | 樹北里 | 樹東里 | 育英里 | 樹南里 | 樹人里 | 樹興里 |        |
| 三多區 | 三多里 | 三龍里 | 三福里 | 三興里 | 光興里 | 獇寮里 | 金寮里 | 圳安里 | 圳民里 | 圳生里 |
| 潭底區 | 潭底里 | 保安里 | 文林里 | 圳福里 | 坡內里 | 東昇里 |        |        |        |        |
| 山佳區 | 東山里 | 山佳里 | 中山里 | 樂山里 |        |        |        |        |        |        |
| 柑園區 | 柑園里 | 東園里 | 西園里 | 南園里 | 北園里 |        |        |        |        |        |
| 彭厝區 | 彭厝里 | 彭興里 | 彭福里 | 和平里 | 大同里 | 中華里 | 太順里 | 東陽里 |        |        |

### 立法委員
立法委員選舉自第7屆起改制，本區與鄰近的鶯歌區及新莊區西盛9里地區合組一選區，應選出一名立法委員代表本區，首任委員為中國國民黨提名的跆拳道奧運銀牌得主黃志雄，現任立委為民主進步黨提名的蘇巧慧。

### 警政消防

#### 警政
- 新北市政府警察局樹林分局 110/(02)2681-2101、(02)2681-2102

- 樹林分局交通分隊 (02)2686-5643
- 樹林派出所 (02)2681-2034
- 三多派出所 (02)2689-4108、(02)2689-4109
- 山佳派出所 (02)2680-6114
- 柑園派出所 (02)2680-1075
- 彭厝派出所 (02)8686-8077
- 北大派出所（隸屬新北市政府警察局三峽分局） (02)2668-3092

#### 消防救災
- 新北市政府消防局 119/(02)8951-9119

- 樹林消防分隊  (02)8685-9790
- 樹潭消防分隊  (02)2682-2119
- 柑園消防分隊  (02)2680-2134

### 其他政府機關

#### 樹林地政事務所

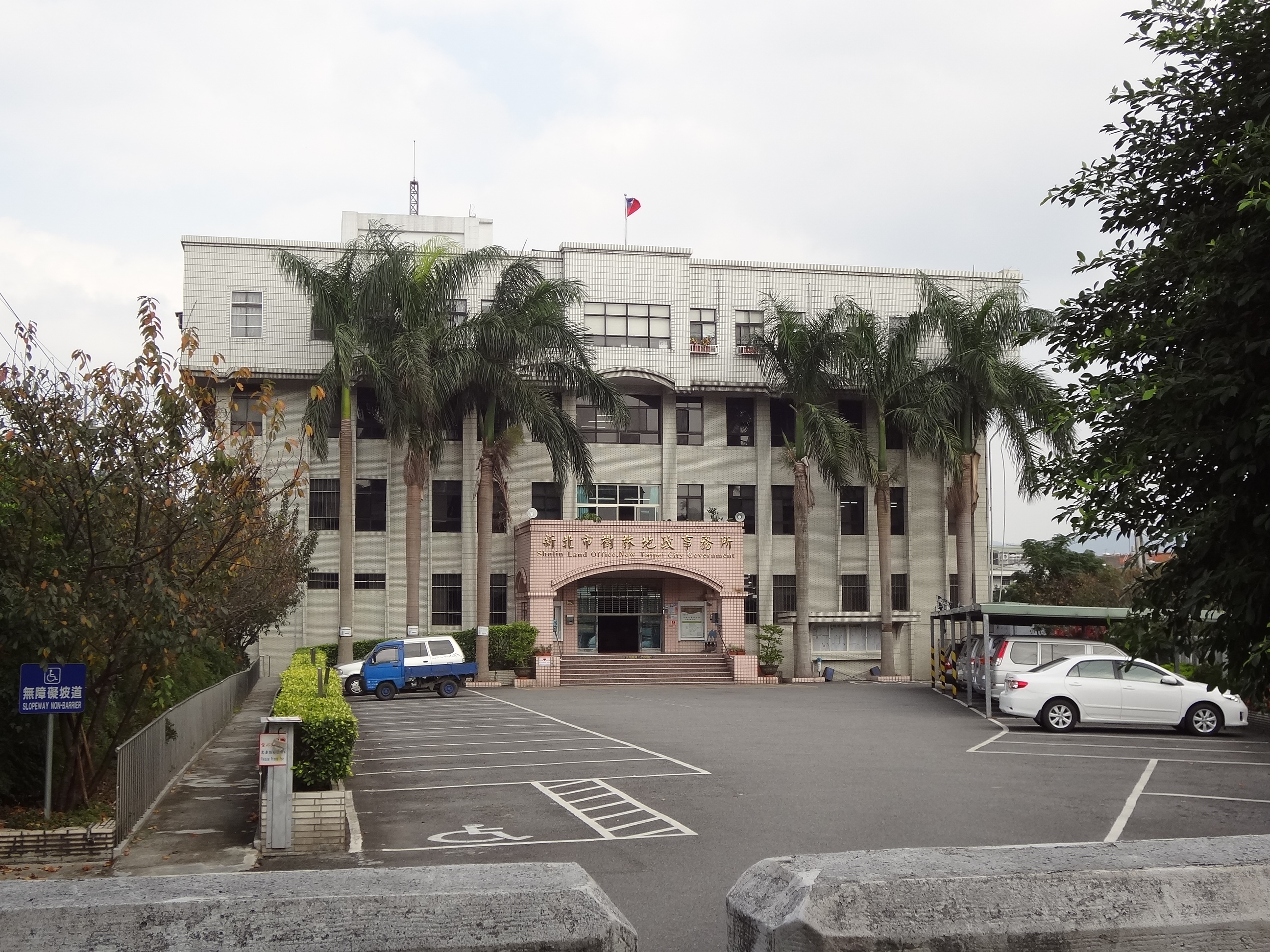
樹林地政事務所

受新北市政府地政局指揮、監督，綜理全所事務，轄區業務包括樹林區、三峽區與鶯歌區。所置主任1人與登記、測量、地價、資訊等4課。登記課辦理各項不動產登記業務、核發各類謄本、聯合服務中心業務。測量課職理土地複丈、建物測量、地目變更、核發藍晒地籍圖等。地價課辦理公告土地現值、地價作業、出納及公文收發、總務等。資訊課辦理地政資訊、設備管理維護、地政工作站等。

#### 樹林區戶政事務所
新北市政府民政局戶政科樹林區中心下之一事務所，辦理民眾身分登記事項、遷徙登記事項、變更、更正事項、各項證明之核發、其他戶籍行政業務等。置主任1人、秘書1人、課長3人、課員11人、戶籍員10人、辦事員4人、書記2人、會計員1人、人事管理員1人，合計34人。

## 經濟

### 工業

#### 一般製造業
除了有位於潭底地區的經濟部樹林工業區外，其他如山佳、柑園、三多等地區皆有小型工業區。另外於樹林酒廠舊址的大同科技園區目前已有嘉聯益、鴻松、瑞傳、億光、立碁、瑋鋒科技公司進駐，將使樹林區成為新北市西南部的高科技研發中心。
- 樹林工業區
- 山佳工業區
- 三興工業區
- 大同科技園區

#### 製酒
日治時期，臺灣總督府為了開闢新財源，於明治40年（民國前5年，公元1907年）在臺徵收「酒造稅」（製酒稅），並規定釀酒廠須經申請許可始得生產製造。小型酒工廠於是紛紛轉型，核准生產者則漸次合併，或增加資本額擴大場地設備，使製酒業由原本農業副業的型態，轉變成獨立的新興產業。此時期本地有「樹林造酒公司」（後改名為「樹林紅酒株式會社」）、「王謙發製酒鋪」、「龍津製酒公司」、「釀泉製酒公司」4家製酒公司，以經營資本化、口味多元化、生產機械化，擴大規模提昇品質，產量大增，行銷全省，呈現蓬勃發展的榮景。
直到2000年樹林酒廠結束營運，原本的樹林酒廠則僅做為貯存倉庫。
樹林酒廠於西元2004年拆遷至桃園縣龜山鄉，原地變更為「樹林大同科技園區」，樹林紅露酒文化目前由現今民營酒廠樹林酒廠持續推廣中，由前公賣局樹林酒廠鍾副廠長技術指導，配合新北市政府推廣政策，將紅麴文化重現風華。

#### 礦業
曾設有勝和煤礦等公司於當地採礦。

### 金融業
大多數的本國銀行在樹林區均設有分行，其中合作金庫、台北富邦銀行、玉山銀行及永豐商銀設有2家分行。設置地點以鬧區的中山路一段一帶最多，包括國泰世華銀行、第一銀行、玉山銀行、中國信託、彰化銀行、合作金庫、華南銀行、元大銀行、台灣企銀、台北富邦銀行、永豐商銀。
另外在中華路有新光銀行與聯邦銀行，文化街有台北富邦銀行與台灣銀行，保安二街有台灣土地銀行，樹新路有上海商銀，三俊街有永豐商銀與玉山銀行，而中正路上有合作金庫。
兼營儲匯業務的中華郵政則有樹林郵局、鎮前街郵局、育英街郵局、樹新路郵局、大同郵局、山佳郵局、迴龍郵局、柑園郵局及三多郵局等營業據點。
再加上樹林區農會信用部，除了有鎮前街總會，另外還有三多、圳安、金寮、保安、復興、大同、東山、山佳、柑園及大學城共10個辦事處，提供樹林區民完善的金融服務。

## 文化

### 特色
樹林有「紅露酒的故鄉」之稱，早年以台灣省立菸酒公賣局樹林酒廠出產的紅露酒而聞名全台。其後隨著樹林酒廠於西元2004年拆遷至桃園市龜山區，原地變更使用為「大同科技園區」，樹林紅露酒文化遂逐漸沒落。

### 歷史古蹟
- 樹德宮
- 張方大紀念館
- 治水亭（因地處低窪，已被道路工程填土掩埋）
- 備內礦坑遺址
- 豐林煤礦遺址
- 蓋淡坑煤礦遺址
- 山佳勝和煤礦舊址
- 山子腳煤礦遺址
- 石馬（樹林國小內）
- 士箱幼兒園（樹林區第一家幼兒園）

### 民俗節慶
- 樹林之美  新春嘉年華燈會
- 民族英雄樹林十三公抗日成仁紀念日（農曆6月初1）
- 柑園迎尪公（農曆9月初1）
- 樹林紅麴文化節:「紅麴」長久以來，一直都是新北市樹林區最重要的傳統文化資產。「樹林紅麴文化節」，不僅透過虛擬紅麴文史網路博物館，以數位化形式呈現紅麴文史資料、在地觀光景點等資源，讓民眾透過生動活潑的圖文方式，瞭解樹林人文歷史，藉由社群，與民眾互動。除了延續文化深耕及紅麴產業推廣外，今年透過結合本地人文、特產、文化景點等，以展現樹林多元的文化特色，延續樹林區「紅麴之鄉」美名，逐步創造樹林產業價值與觀光發展，讓樹林區特有的紅麴文化，繼續向下扎根、廣泛推廣、更多參與。活動中也規劃了一系列豐富的精采內容，紅麴美食免費嚐鮮、紅麴料理競賽、紅麴魅力文化古蹟，透過導覽、講座，遊歷在地人文歷史古蹟，品嚐紅麴小吃，觀賞采風影片，手作DIY，多元體驗紅麴文化，樹林人文等多元活動。然而，樹林紅麴文化節乃源自於日本時代創辦的樹林酒工場，在西元2000年時樹林酒廠已結束營業，2004年所有廠房設備拆除殆盡。

### 文化資產
- 聖蹟亭（惜字亭）（潭底公園內）（1979年曾暫定為三級古蹟，但因維護不當並未正式指定，於2005年經當時的臺北縣政府文化局公告為歷史建築）
- 山佳火車站（新北市市定古蹟）
- 民族英雄樹林十三公抗日事件成仁紀念碑公墓（新北市市定古蹟）
- 樹林後村圳改修碑及水汴頭（新北市市定古蹟，紀念碑位於水源街32巷巷口，水汴頭位於樹林體育場內）
- 樹林石灰坑拱橋（新北市市定歷史建築，民國103年3月指定）
- 樹林太平橋碑（新北市市定古蹟，民國103年8月指定）
- 日式警察宿舍（新北市市定歷史建築，民國104年1月指定）

### 列冊追蹤文化資產(民國103年)
- 張厝圳（文化景觀類）
- 劉厝圳（文化景觀類）
- 石頭溪圳分圳石碑（文化景觀類）
- 大豐煤礦梘橋（文化景觀類）

### 史前遺址
新石器時代
植物園文化－
- 狗蹄山遺址
- 山仔腳遺址
- 陂內坑遺址
- 潭底遺址

### 傳統工藝
- 潭底蓆〈由黃麻及三角藺兩種纖維作物編織而成〉

### 文化設施
- 樹林客家藝文館（樹林區中洲街5-2號，無對外開放參觀）
- 樹林原住民主題部落公園（樹林區鹿角溪溼地上游三百公尺）

### 墓葬設施
- 淨律寺樂山公墓：台灣第一座佛教公墓，1970年啟用。王雲五、孟小冬、郎靜山及周夢蝶等名人葬於此。

## 教育

### 社區大學
- 樹林社區大學 （育英里育英街176號）

### 高級中等學校
- 新北市立樹林高級中學 （和平里中華路8號）
- 新北市私立樹人高級家事商業職業學校（坡內里大安路216號）

### 國民中學
- 新北市立樹林高級中學附設國民中學（和平里中華路8號）
- 新北市立三多國民中學 （三興里三多路101號）
- 新北市立柑園國民中學 （柑園里柑園街二段125號）
- 新北市立育林國民中學（東昇里復興路395號）
- 新北市立桃子腳國民中小學 （南園里學勤路555號）

### 國民小學
- 新北市樹林區樹林國民小學
- （育英里育英街176號）
- 新北市樹林區三多國民小學
- （三福里三福街52號）
- 新北市樹林區文林國民小學
- （文林里千歲街59號）
- 新北市樹林區育德國民小學
- （中山里佳園路一段34號）
- 新北市樹林區柑園國民小學
- （柑園里柑園街一段353號）
- 新北市樹林區彭福國民小學
- （彭福里忠孝街30號）
- 新北市樹林區大同國民小學
- （大同里大同街43號）
- 新北市樹林區山佳國民小學
- （東山里中山路三段5號）
- 新北市樹林區育林國民小學
- （東昇里復興路395號）
- 新北市樹林區武林國民小學
- （金寮里保安街二段151號）
- 新北市樹林區桃子腳國民中小學
- （南園里學勤路555號）

### 公共托育中心
- 樹林三多公共托育中心 (樹林區三福街52號1樓)
- 樹林保安公共托育中心 (樹林區保安街一段7號1.2樓)
- 樹林武林公共托育中心 (樹林區保安街二段151號)

### 公立圖書館
- 新北市立圖書館樹林分館(與樹林藝文綜合行政大樓共構)
- 新北市立圖書館樹林東昇分館(原樹林分館)
- 新北市立圖書館樹林柑園圖書閱覽室
- 新北市立圖書館樹林三多圖書閱覽室 (樹林三多圖書閱覽室，曾獲樹林獅子會歷任各會長發起，全體獅友共同響應，結合大韓民國「洛東江獅子會」、日本國「尾張旭獅子會」、泰國「那空屏獅子會」，共捐贈新臺幣40萬元採購近3,000冊圖書，以充實營運基本館藏，目前圖書館擴充館藏至23,000冊，並以樂齡閱讀為營運服務重點。)
- 新北市立圖書館樹林大安圖書閱覽室(與樹林家樂福共構)
- 新北市立圖書館樹林樂山圖書閱覽室
- 新北市立圖書館樹林彭厝圖書閱覽室 (樹林彭厝圖書閱覽室為原住民文化特色典藏指定館)

## 交通

### 鐵路
國營臺灣鐵路公司
- 縱貫線：樹林車站 - 南樹林車站 - 山佳車站

### 公路
- 國道
  - 國道三號
    - 46 樹林樹林交流道（僅南出北入）（原樹林收費站，已裁撤）。
- 省道
  - 台1線 (三興路)
  - 台65線（新北市特二號快速道路）
    - 11 土城一土城一交流道。
- 市道
  - 市道107號：新莊區－樹林區
  - 市道114號：板橋區－樹林區－鶯歌區
  - 市道116號：龜山區－樹林區－板橋區
- 區道
  - 北73線
  - 北74線
    - 北74-1線

  - 北84線
  - 北85線（佳園路一段～三段）
  - 北87線

### 主要道路
- 中正路 - 市道116號 - 為樹林區的南北向道路，經過三多、潭底地區，北接台一線往新莊區、龜山區；南接樹林陸橋與浮洲橋相通，往板橋區、土城區。地標有交通部公路局台北區監理所。

- 三多路 -為樹林區三多地區的南北向道路，北接中正路 ，南連保安街二段 ，地標有新北市立三多國民中學。

- 中山路一至三段 - 市道114號 - 為樹林區樹林、山佳地區的南北向道路，一段為樹林後火車站出口，樹林區主要金融機構、書店、速食店等皆分布於此。二、三段南接山佳地區往鶯歌區。地標有樹林火車站、交通部台灣鐵路管理局樹林調車場、山佳火車站、新北市立山佳國民小學、樹林焚化爐。

- 樹新路 - 市道107號 - 為樹林區樹林地區的南北向道路，北接新樹路往新莊區，南接鎮前街。地標有樹林十三公抗日成仁紀念碑公墓。

- 環漢路五段- 為樹林區的外環道路，是樹林區六大地區（三多、圳安、潭底、樹林、彭福、山佳）與柑園地區的分界。鄰近大漢溪，北至新莊區、三重區、蘆洲區，南端位於本區山佳地區。地標有鹿角溪人工濕地。

- 保安街一至三段 - 北74線 - 為樹林區的南北向道路，經過三多、潭底、樹林地區，北接中正路往新莊區、龜山區；南接大觀路三段與浮洲橋通往板橋區、土城區。地標有濟安宮、樹林工業區、新北市立武林國民小學。

- 鎮前街 - 為樹林區的南北向道路，經過樹林、彭福、山佳地區，為樹林火車站出口，北接樹新路往新莊區，南往山佳地區。地標有樹林火車站、樹林區公所、樹林區農會、樹林鎮前街郵局。

- 博愛街與博愛一街 - 與鎮前街平行的道路，樹林夜市－樹林區最熱鬧的商圈即位於此。

- 中華路 - 為樹林區彭福地區的東西向道路，北接篤行路往板橋區，南接中山路三段往山佳地區、鶯歌區，地標有新北市立樹林高級中學、樹林大同科技園區。
- 八德街- 為樹林區彭福地區的南北向道路，西接大安路，東經中華路往山佳地區、鶯歌區。目前中華路以西已拓寬完成，地標有八德地下道。

- 大安路 - 為樹林區潭底地區的南北向道路，北接新樹路往新莊區，南接中山路三段往山佳地區、鶯歌區。綠樹如蔭，地標有樹林大安花園觀光夜市、私立樹人女子家事商業職業學校、家樂福樹林店。

- 佳園路一至三段 - 北85線 -為樹林區柑園地區南北向道路，北接柑園橋往山佳地區，南往三峽區，地標有新北市立柑園國民小學、台北大學特定區。

- 柑園街一至二段 - 北84線 -為樹林區柑園地區東西向道路，西接鶯歌區與三峽區，東接柑城橋往土城區，地標有新北市立柑園國民中學、新北市立柑園國民小學。

- 學勤路 - 為樹林區柑園地區南園里台北大學特定區內平行國道三號的東西向道路，特定區內以大義路劃分行政區界，大義路以東為樹林區，以西為三峽區。地標有新北市立桃子腳國民中小學、森林公園、家樂福樹林北大店、星巴克樹林店。

### 公車
- 三重客運（10條路線）
  - 台北299（新莊－永春高中）
  - 新北639（樹林－北門）
  - 新北712（迴龍-經樹林-捷運亞東醫院站）
  - 新北712副（迴龍-經樹林-土城醫院站）
  - 新北858（樹林－長庚醫院，原1208改制新北市公車）
  - 新北859（泰山－樹林）
  - 藍37（迴龍－樹林樹新路－捷運板橋站）
  - 藍38（樹林－捷運板橋站）
  - 橘26（捷運迴龍站－樹林）
  - 新北985（新莊－捷運龍山寺站，為台北捷運萬大樹林線先導公車）

- 台北客運（19條路線）
  - 新北701（迴龍－樹林－捷運西門站）
  - 新北702（三峽－鶯歌－樹林－板橋）
  - 新北793（樹林－動物園，原1073改制新北市公車）
  - 新北843（樹林俊英街－捷運府中站）
  - 新北848（台北區監理所－捷運板橋站）
  - 新北851（北大社區－鶯歌）
  - 新北852（北大社區－樹林）
  - 新北889（三峽－捷運亞東醫院站）
  - 新北916（三峽－樹林北大特區－捷運永寧站）
  - 新北921（三峽－樹林北大特區－捷運景安站）
  - 新北922（三峽－樹林北大特區－捷運永寧站）
  - 新北932（三峽－樹林北大特區－捷運府中站）
  - 新北939（三峽－樹林北大特區－台北市政府）
  - 新北941（三峽－樹林北大特區－捷運大坪林站）
  - 藍43（三峽－柑園－捷運永寧站）
  - 藍44（樹林－捷運永寧站）
  - F501 （樹林－捷運板橋站，原840改制免費新北新巴士）

- 首都客運（2條路線）
  - 新北802（三峽－樹林－捷運新埔站）
  - 新北885（三峽－樹林－新莊，原1575改制新北市公車， 2013年5月11日起由圓環縮線至捷運頭前庄站）

- 指南客運（6條路線）
  - 新北799（樹林－大安路－捷運西門站，原1508改制新北市公車）
  - 新北847（樹林－板橋）
  - 新北847區間車（樹林－捷運亞東醫院站）
  - 新北880（樹林－中山路－淡海，原1510改制新北市公車）
  - 新北883（樹林－大安路－淡海，原1515改制新北市公車）

- 大都會客運（1條路線）
  - 台北299（新莊－永春高中）

- F611 （大學風呂－山佳－樹林區公所－保安街－林口長庚醫院）
- 三峽區恩主公醫院接駁車

### 橋樑
- 柑園大橋（連接柑園地區的北84 縣道柑園地區與山佳地區的八德街）

北85 線柑園橋為樹林至三峽間之主要聯絡道路， 
北連樹林區縣道114 線，接通鶯歌及樹林行政中心；
南進三峽銜接北部第二高速公路(三鶯交流道)，
- 柑園二橋（樹林環河路與八德路連接土城頂埔工業區）

2011年11月下旬通車，橋梁全長980公尺。雙向四車道，有行人與自行車共用車道，附設觀景平台，夜晚橋身有LED光雕。紓解柑園大橋長期交通壅塞問題，縮短樹林山佳地區往來土城頂埔工業區車程。
- 浮洲橋

橫跨大漢溪，位於板橋崑崙里，為聯絡樹林、板橋的重要橋梁。此處原有「浮州－沙崑公渡」，至民國40年架設中興橋而廢渡，
中興橋於民國65年原橋改建，更名為浮洲橋。民國85年為配合台北地區防洪計畫，進行浮洲橋改建工程，因分二階段施工，故仍能維持暢通狀態。
民國八十年五月，針對往四川路引道進行約200公尺長混凝土道路工程。 
民國八十四年配合台北地區防洪計畫第三期實施計書了進行浮洲大橋改建計畫工程，已完工。 
- 城林橋

跨越大漢溪，位於板橋市西南端，連接土城與樹林二地，興建於民國81年12月，此橋由北二高經費出資，台灣省公路局施工，
目前由新北市政府板橋區公所管轄。橋下河濱綠地已被闢為公園，供附近市民休憩。
- 三鶯二橋

三鶯二橋是台灣的一座公路橋樑，跨越大漢溪、連接新北市樹林區與鶯歌區。雖出口坐落於樹林區境內，但為三峽區主要聯外道路，故命名為三鶯二橋。2013年12月開工興建，2017年9月21日下午3時通車

### 未來

#### 捷運
台北捷運
- █ 萬大線（規劃中）：溪洲站 - 彭福站 - 備內站 - 樹林站 - 潭底站 - 監理所站 - 三多站

2010年2月12日，行政院核定台北捷運萬大－中和－樹林線規劃報告書暨周邊土地發展計畫案。全案分為2期興建：第1期興建路段為中正紀念堂站至金城機廠，長約8.4公里，設置8座車站，預計西元2025年底完成；第2期興建路段為金城機廠至迴龍站，行經樹林區中華路、八德街、大安路、中正路，長約13.3公里，為高架橋路線中運量，擬設置11座車站，預計2028年底完成。

## 觀光旅遊

### 重要廟宇
- 濟安宮

西元1788年（清治乾隆五十三年），泉州移民於樹林區潭底地區興建此廟（今日潭底公園附近），在西元1923年（大正十二年）遷廟於現址，西元1966年（民國55年）再一次進行修建，前後共歷經三次修建。供奉俗稱為大道公的泉州人主祀保生大帝，因此樹林濟安宮也被稱為樹林大道公廟。不分移民，不分種族，今日的濟安宮已成為樹林區區民的信仰中心，同時也是重要活動的舉辦地點，每年農曆三月十五日保生大帝生日的廟會活動，更是樹林區一年一次的重要大事。
- 鎮南宮
- 福安宮
- 鎮安宮

建廟於樹林區彭福〈彭厝莊〉地區，主祀｢邢府王爺｣，是全國供奉邢府王爺最大的廟宇，亦是台灣邢府王爺開基的祖廟。每年農曆8月23日為王爺聖誕，皆會舉行廟會活動，更於每三年舉行「登刀梯、下釘梯」大型活動。廟方說相傳開基王爺神像已有400多年歷史，早年鄭成功來台時，張姓人士將邢府王爺及隨侍印童、劍童奉祀來台，由樹林區彭厝地區一帶居民輪流供奉在家，民國64年孟秋由信徒集資建廟。而新北市政府文化局請專家學者鑑定「邢府王爺」的雕刻風格、型制古樸及鎏金特色，最特殊的是神像與木椅分開雕刻、組合，平時以紅線纏住以免脫離，是清治時代先人渡海來台便於攜帶的製法，確認是清治時期作品，並登錄為新北市「生活儀禮器物類」一級古物及行政院文化部｢文化資產｣。「邢府王爺」也是目前全臺灣唯一官方認證的神像古物。
- 法照宮

俗稱山佳法主公廟，位在臺灣新北市樹林區新興街11巷10號，建於1971年，為一所主祀法主公的廟宇。
- 樹林福慧寺

為佛教賢首宗兼慈恩宗（源自崇壽庵），以及唐密穢跡金剛法北京派的知名道場。
- 吉祥寺
- 樹林埔頭福德廟

### 教堂
- 樹林靈糧堂

基督教教堂，位在臺灣新北市樹林區保安街一段11號。禮拜六五點半有聚會

### 休憩
- 樹林夜市
- 柑園假日花市
- 大同山景觀登山步道
- 鹿角溪人工濕地景觀公園
- 柑園（石頭溪）地區向日葵花田
- 大同山南寮福德宮暨添財紀念嬉水池（樹林冷泉）
- 樹林藝文綜合行政大樓
- 樹林興仁花園夜市
- 秀泰生活樹林店
- 樹林保安市場

### 紀念物
- 黃志惠銅像

### 商場∕電影院
- 家樂福樹林店（樹林區大安路118號）
- 家樂福北大店（樹林區大雅路288號B1）
- 秀泰生活樹林店（樹林區樹新路40-6號）

### 住宿業
- 「智選假日酒店Holiday Inn Express」原預計於2023年初營運，營業後為樹林第一間酒店，位於新北市樹林後火車站旁。

## 生活資訊

### 市場
- 原樹林公有零售市場：原本樹林公有零售市場因地主將進行都市更新，且市政府自2015年起不再承租，樹林區便無公有市場，僅保安臨時集中市場一處。
- 彭厝農畜市場(民營)
- 東昇市場(民營)

### 公園綠地
| |  |
| - 景觀休憩公園(又稱為樹林景觀萬坪公園、樹林萬坪公園，簡稱為萬坪公園。〈公園內包含新北市政府樹林區柑園市民活動中心、新北市立圖書館樹林柑園圖書閱覽室。〉) - 省民公園〈水源路旁〉 - 潭底公園〈戶政事務所旁，保安街一段285號〉 - 民生親子公園〈保安市場旁〉 - 光華公園〈保安街二段〉 - 三多公園〈三龍街14巷〉 - 中山公園〈龍興街59巷11號〉 - 大同公園〈太平路33巷8號〉 - 十三公紀念公園〈樹新路、俊英街口〉 - 山仔腳公園〈樹林區地政事務所旁〉 - 山佳河濱公園〈樹林區環河路，柑園橋下〉 - 長壽親子公園〈樹德街與復興路口〉 - 和平親子公園〈樹中街底〉 - 鎮前親子公園〈鎮前街東陽街口〉 - 森林公園〈樹林區學勤路〉 - 海洋公園〈樹林區學勤路〉 - 鹿角溪帶狀公園〈樹林區環河路〉 - 水源運動景觀公園〈板橋區溪城路〉 - 建國公園〈樹林區樹新路與保順街口，秀泰影城樹喜廣場旁〉 |  |

### 醫療
- 樹林區衛生所〈樹林區樹新路40-7號〉
- 樹林仁愛醫院〈樹林區文化街9號〉
- 樹林惠生婦幼診所

### 體育場地
- 新北市樹林體育園區板樹體育場〈樹林區水源街81號〉
- 樹林國民運動中心〈樹林區中正路188-6號〉

### 環保清潔

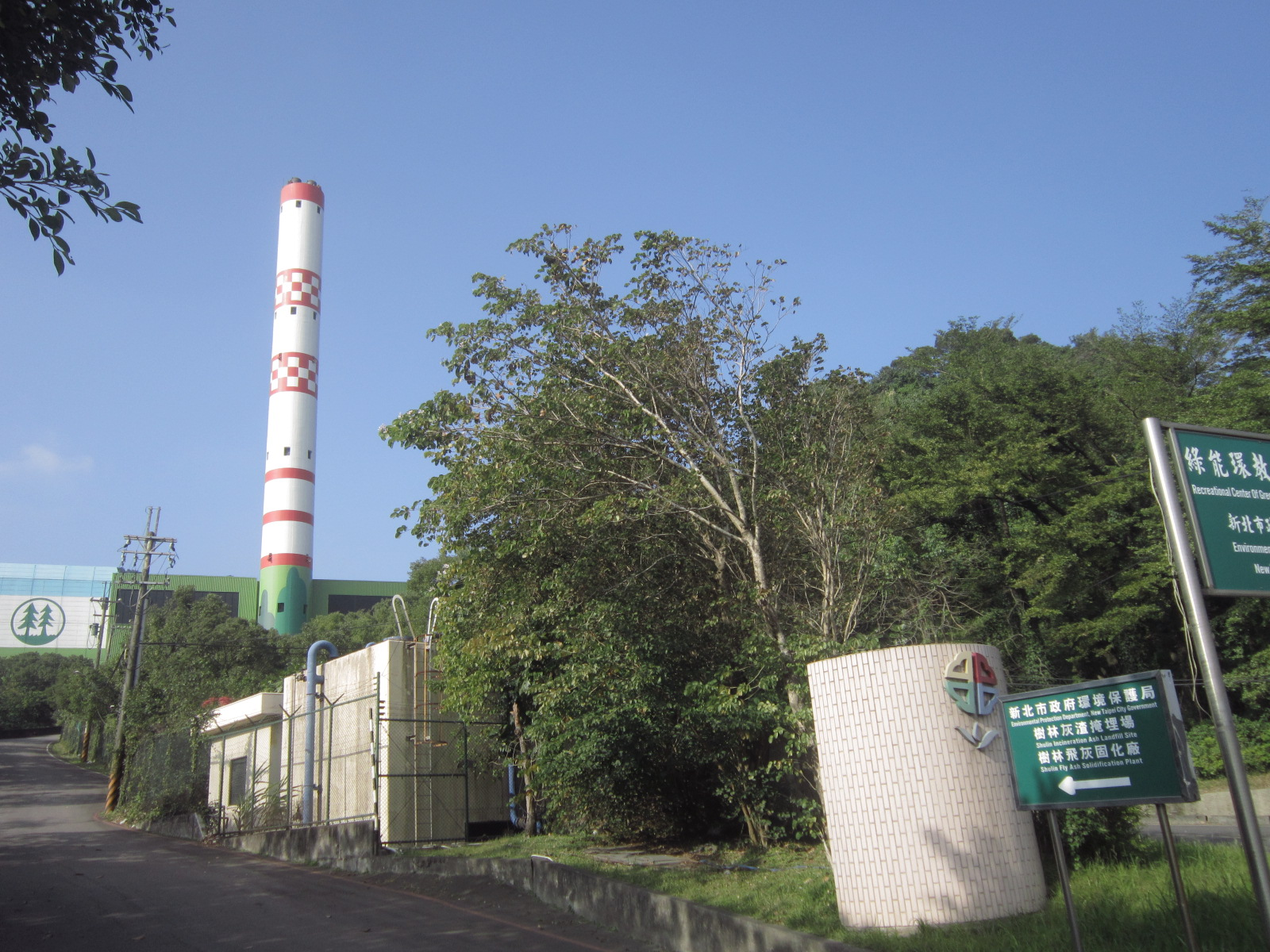
樹林焚化爐

- 樹林垃圾焚化廠

## 特產
- 紅麴系列產品

樹林酒廠主要生產紅露酒，使樹林區素有「紅露酒的故鄉」，而在西元2004年隨著樹林酒廠遷入桃園酒廠(原林口酒廠)之後，九十六年的酒廠歷史將永遠停留在樹林區市民的心中。也因為不讓紅露酒故鄉就此沒落，再加上政府發展一鄉一特色計劃，讓原本已經沉寂的樹林區再度燃起希望。再加上區公所的支持，更在西元2008年10月舉辦「樹林紅麴，風華再現」活動，要讓更多人看見樹林並瞭解樹林區的文化特色。
- 五印醋

五印醋創立於1903年，工廠設於三多地區三俊街。新莊高家始祖自大陸來台，以經營醋業致富；五印醋以小麥草、糯米釀造。

## 外部連結
- 新北市樹林區公所 （页面存档备份，存于）
- 樹林區戶政事務所 （页面存档备份，存于）
- 樹林區衛生所 （页面存档备份，存于）